# Arthrolips obscura
Arthrolips obscura is een keversoort uit de familie molmkogeltjes (Corylophidae). De wetenschappelijke naam van de soort werd in 1833 gepubliceerd door Sahlberg.